# Hamburg-Eppendorf
Hamburg-Eppendorf is een stadsdeel van Hamburg-Nord, een district van de Duitse stad Hamburg en heeft ongeveer 24.000 inwoners.

## Geografie
Eppendorf ligt op de rechteroever van de Alster, vlak voor zijn monding in de Buitenalster. De rivier vormt ook de grens met het oostelijker Winterhude. Aan de zuidzijde vormt het Isenbekkanaal de grens met Harvestehude. Aan de noordzijde vormt het goederenringspoor de grens met   
Groß-Borstel en Alsterdorf. Verder grenst het ook nog aan Hoheluft-Ost en Lokstedt.

## Geschiedenis
Eppendorf, in 1140 reeds als Eppenthorp vermeld is Hamburgs oudste dorp. In 1247 werd er een cisterciënzerklooster gesticht. Het huidige klooster St-Johannis aan de Heilwegstrasse dateert uit 1914 en is er de opvolger van. In 1267 wordt een Sint-Johanniskerk vermeld.
Eppendorf behoorde tot het Graafschap Holstein-Stormarn, sinds 1214 in Deense handen maar vanaf 1227 beheerst door de graven van Schauenburg. De nazaten verkochten het dorp in 1343 aan het Klooster Harvestehude. Na de reformatie werd het klooster opgeheven. De bezittingen en dus ook het dorp werden overgedragen aan de Evangelische Stichting Klooster St-Johannis die het in bezit hield tot het dorp in 1832 onder direct Hamburgs bestuur kwam. Het was toen een van de grootste dorpen rond Hamburg.
Tijdens de 17e en 18e eeuw werd het dorp meermaals bezet, onder andere door Deense troepen. In 1806 werd het dan weer ingelijfd bij het Franse Keizerrijk. In 1813 werd het door de Fransen grotendeels vernield, en een jaar later werd het door Russische troepen bevrijd.
In de 19e eeuw bouwden rijke Hamburgers er landhuizen. Het laaggelegen land werd opgehoogd en bebouwd. Alleen in de Eppendorfer Moor, een natuurgebied bij de Tarpenbek, kan men zich nog en beeld vormen van het oorspronkelijk weide- en moeraslandschap.
In 1879 werden de Hamburgse ziekenhuizen te klein en werd met de bouw van een modern paviljoenvormig ziekenhuis begonnen, de huidige Universiteitskliniek Hamburg-Eppendorf (UKE).
Vanaf 1894 werd Eppendorf officieel een stadsdeel van Hamburg. Men treft er nog veel gebouwen aan uit begin 20e eeuw, maar op de Brahmskeller na, zijn de oude dorpsgebouwen verdwenen.

## Bezienswaardigheden
- St.-Johannis-Kerk
- Holthusenbad: gebouwd van 1912 tot 1914, ontwerp van Fritz Schumacher
- Hayns Park
- Meenkwiese
- Mühlenteich-Anlage: overwinteringsplaats van de Alsterzwanen
- Kellinghusenpark
- Eppendorfer Park
- Seelemannpark

## Verkeer
Het U-Bahnhof Kellinghusenstraße is een knooppunt van de metro van Hamburg, lijnen U1 en U3. Het is de enige halte op het grondgebied maar een viertal andere haltes liggen vlakbij, waaronder Eppendorfer Baum.
Buslijn 5, een van de drukste buslijnen van Europa doet de westkant van Eppendorf aan.
Er zijn meerdere drukke verkeerswegen, waaronder Ring 2, de B5 en de B433